# Standlynch
Standlynch var en civil parish fram till 1897 då den blev en del av Standlynch with Charlton All Saints och Downton, i grevskapet Wiltshire, i England. Civil parish var belägen 7 km från Salisbury och hade 72 invånare år 1891. Byn nämndes i Domedagsboken (Domesday Book) år 1086, och kallades då Staninges.